# Åmot
Gmina Åmot (norw. Åmot kommune) – norweska gmina leżąca w regionie Hedmark. Jej siedzibą jest miasto Rena.
Åmot jest 67. norweską gminą pod względem powierzchni.

## Demografia
Według danych z roku 2005 gminę zamieszkuje 4398 osób, gęstość zaludnienia wynosi 3,28 os./km². Pod względem zaludnienia Åmot zajmuje 218. miejsce wśród norweskich gmin.
| ludność stan na 1 stycznia 2005 |         |           |       |
|                                 | kobiety | mężczyźni | razem |
| osób                            | 2212    | 2186      | 4398  |
| %                               | 50,3%   | 49,7%     | 100%  |

| wykształcenie stan na 1 października 2004 |        |         |        |        |
|                                           | podst. | średnie | wyższe | niezn. |
| osób                                      | 1130   | 1764    | 637    | 83     |
| %                                         | 31,27% | 48,81%  | 17,63% | 2,3%   |

## Edukacja
Według danych z 1 października 2004:
- liczba szkół podstawowych (norw. grunnskolar): 4
- liczba uczniów szkół podst.: 484

## Władze gminy
Według danych na rok 2011 administratorem gminy (norw. rådmann) jest Arne Druglimo, natomiast burmistrzem (norw. ordfører, d. borgermester) jest Ole Gustav Narud.